# Dorothy Payne Whitney
Pour les articles homonymes, voir Payne et Whitney.
Dorothy Payne Elmhirst, née Whitney le 23 janvier 1887 à Washington (États-Unis) et morte le 14 décembre 1968 à Dartington (Royaume-Uni), est une héritière et philanthrope américaine, membre de la famille Whitney.

## Biographie

### Origines, études et engagements

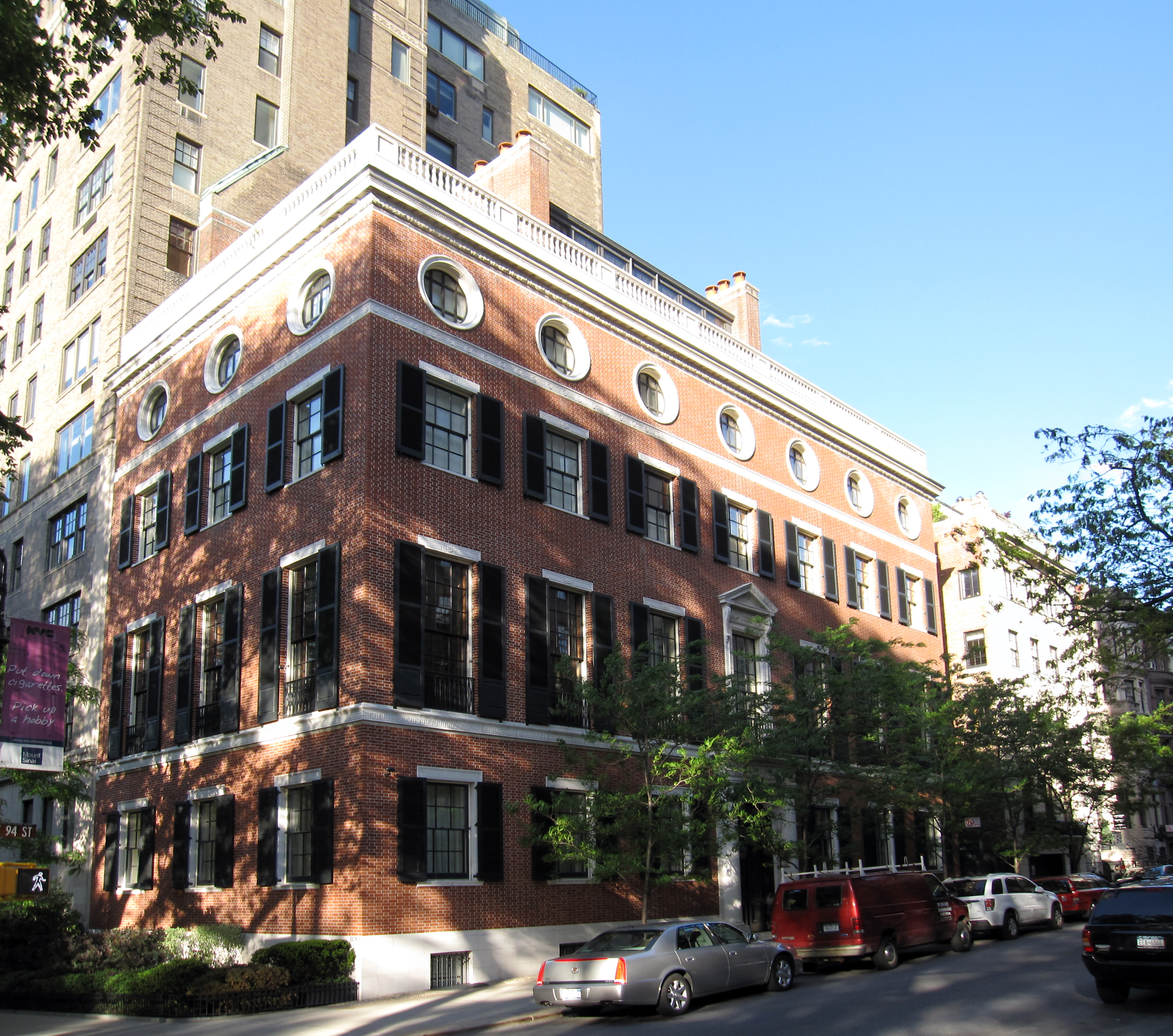
Résidence de Dorothy Payne Whitney au 1130 de la Cinquième Avenue.

Dorothy Payne Whitney est la fille de l'homme d'affaires et homme politique William Collins Whitney (1841–1904) et de Flora Payne (en) (1842–1893), fille du sénateur Henry B. Payne. Ses frères et sœur sont : Harry Payne Whitney (1872-1930), Pauline Payne Whitney (1874-1916) et William Payne Whitney (1876-1927). Elle étudie à la Chapin School (en). À l'âge de 17 ans, elle hérite de 15 millions de dollars (équivalent à environ 452 millions de dollars de 2021), à la suite du décès de son père, qui était extrêmement riche,.
Elle devient alors l'une des femmes les plus riches d'Amérique au début du XXe siècle. Philanthrope et militante sociale, elle soutient des organisations féminines, éducatives et caritatives, comme la Junior League (en) de New York. Elle devient la première présidente de l'Association of Junior Leagues International en 1921. Avec son mari, elle fonde l'hebdomadaire The New Republic et la New School for Social Research à New York.
Les archives de Dorothy Payne Whitney conservées à New York révèlent l'étendue de son travail philanthropique. Elle est une bienfaitrice des arts, des causes féministes et pacifistes, ainsi que de la réforme sociale et de celle du monde du travail. Elle apporte un soutien financier à l'éducation alternative progressiste et à la recherche universitaire. En 1937, elle crée la Fondation William C. Whitney au nom de son père.

## Famille

### Premier mariage

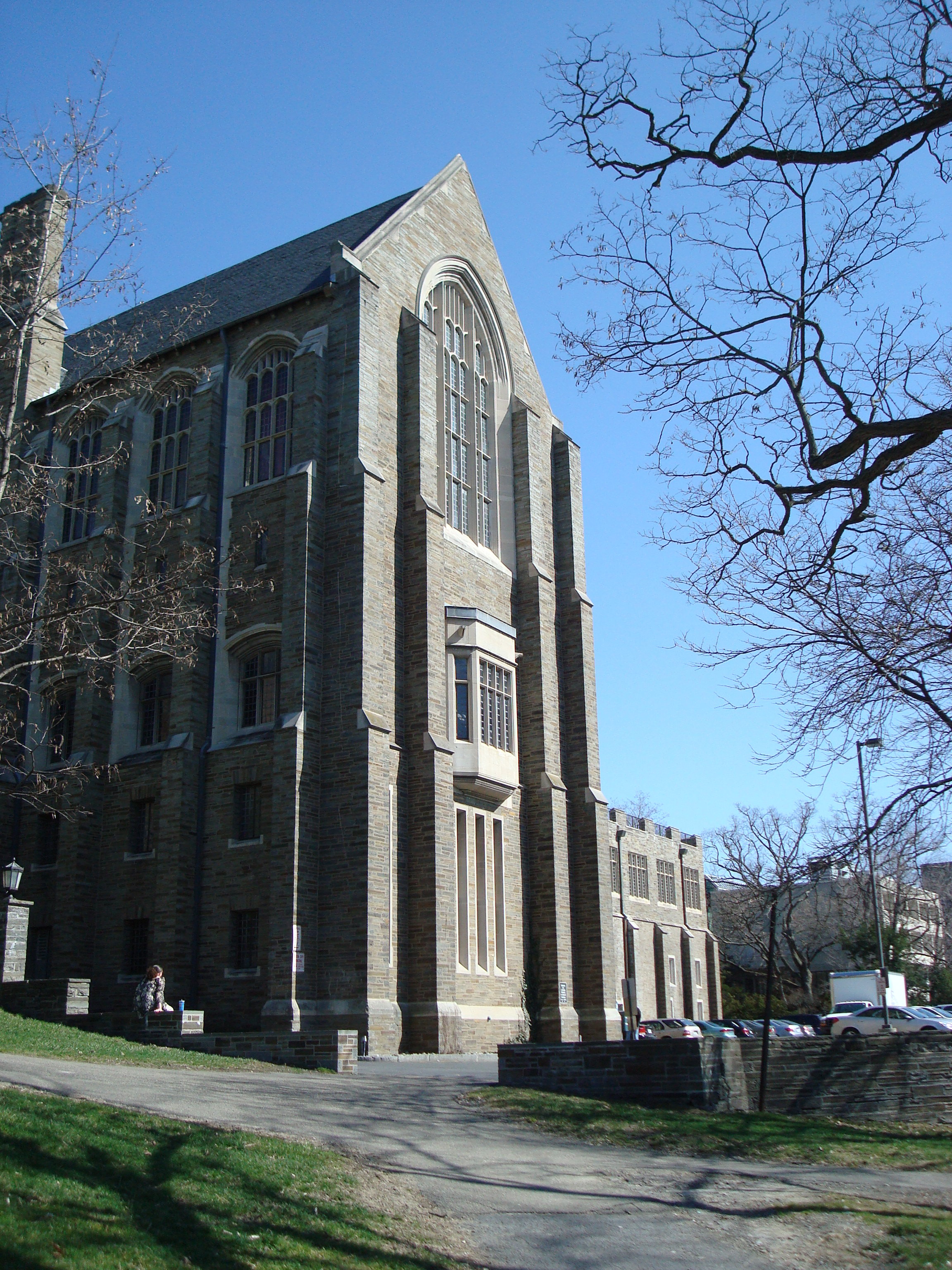
Le Willard Straight Hall à Cornell.

Son premier mariage a lieu en 1911 avec le banquier Willard Dickerman Straight (en) (1880-1918), fils du géologue Henry H. Straight (en). Ensemble, ils ont trois enfants :
- Whitney Willard Straight (1912-1979), pilote automobile, aviateur et homme d'affaires, qui épouse Lady Daphne Margarita Finch-Hatton (1913-2003), la fille de Guy Finch-Hatton, 14e comte de Winchilsea[6] ;
- Beatrice Whitney Straight (1914–2001), actrice, qui épouse Louis Dolivet (en) (1908-1989), puis Peter Cookson (1913-1990)[7] ;
- Michael Whitney Straight (1916-2004), homme de presse, qui épouse Belinda Crompton, puis Nina Gore Auchincloss (en) (fille de Hugh D. Auchincloss et belle-sœur de Jackie Kennedy), et enfin Katharine Gould[8].

Willard Dickerman Straight meurt en 1918 de la grippe espagnole alors qu'il servait dans l'armée américaine en France pendant la Première Guerre mondiale. Dans son testament, il demande à sa veuve de poursuivre son travail philanthropique en faveur de l'université Cornell, où il y avait étudié ; en 1925, elle fait construire le Willard Straight Hall (en), un bâtiment étudiant dédié à la mémoire de son défunt mari.

### Second mariage

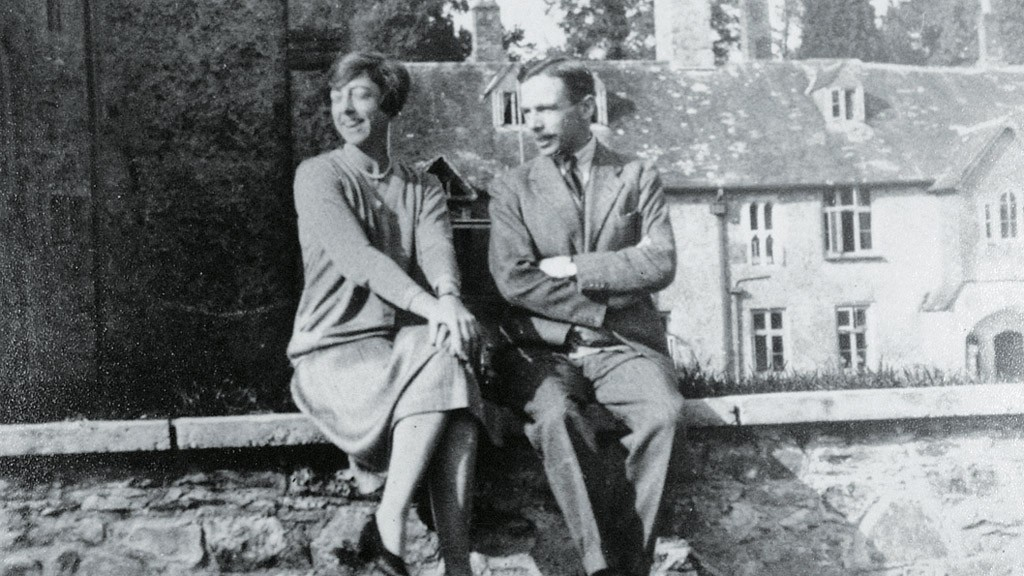
Dorothy et Leonard Elmhrist à Dartington Hall.

En 1920, elle rencontre Leonard Knight Elmhirst (en) (1893–1974), un Anglais issu d'une famille de propriétaires terriens du Yorkshire, qui étudiait alors l'agriculture à Cornell et cherchait un soutien pour le Cornell's Cosmopolitan Club, qui aidait les étudiants étrangers. Ils se marient en avril 1925 et se lancent dans plusieurs projets ambitieux pour animer la vie communautaire rurale à Dartington Hall (en), dans le Devon. Ensemble, ils ont deux enfants :
- Ruth Elmhirst (1926-1986), qui épouse Maurice Ash (1917-2003) en 1947[11],[12] ;
- William Elmhirst (né en 1929).

À Dartington, elle mène des initiatives liées aux arts, fondant le Dartington College of Arts (en) et la Dartington International Summer School (en), qui ouvre en 1953. En parallèle, elle continue avec son mari de s'impliquer à l'international. Le 26 avril 1935, elle renonce à sa citoyenneté américaine.
Dorothy Payne Whitney Elmhirst meurt en 1968.